# Ermita de Nuestra Señora de la Oliva (Escóbados de Abajo)
La ermita de Nuestra Señora de la Oliva se encuentra en la localidad española de Escóbados de Abajo, en el municipio de Los Altos situado en la provincia de Burgos, Castilla y León. 

## Localización
Esta ermita se encuentra en la comarca de Las Merindades, en el límite con la comarca de Bureba. 

### Acceso
Para acceder a la localidad desde Burgos hay que coger la G-692, dirección Villarcayo.

## Historia
La ermita se encuentra en la parte alta de la población. Debido a que está construida en un valle pequeño y aislado, que la protege del duro clima, se encuentra en muy buen estado. Esta ermita fue un lugar de romería durante mucho tiempo para los habitantes de la comarca, lo que provocaba una constante presencia de gente.
Su nombre no viene dado por la presencia de olivos en la zona, ya que no había, pero si podría tener alguna relación con una asignación que se concede a la Virgen de las Sagradas Escrituras, que se ve reflejada en una inscripción de finales del siglo XVIII en el arco triunfal el edificio. 
La tan buena conservación de la ermita, viene dada gracias a los numerosos ornamentos y al ermitaño que administraba todas las limosnas recibidas.

## Arquitectura
En su cuidada fábrica de sillería arenisca, hay que distinguir dos momentos distanciados en el tiempo. Primeramente se construyó una nave románica que se concluyó en un ábside semicircular. En 1777 el templo recibió una ampliación. Se demolió el arco triunfal y la cabecera, para así levantar un ábside más monumental. Este ábside se encuentra elevado con respecto a la nave y está separado de ella con la ayuda de un arco triunfal.
La nave, la cual es el único resto románico, se cubre con la habitual bóveda de cañón, que mediante los arcos perpiaños idóneos, se compartimenta en seis tramos. Es la imposta corrida abilletada la que ayuda a esta unión, además de los capiteles de las columnas que ayuda a su sustento. Gracias a la variación de los elementos de reposo se consigue una novedad que es la originalidad. Esta organización provoca que los muros de la nave si dividan en tres tramos.

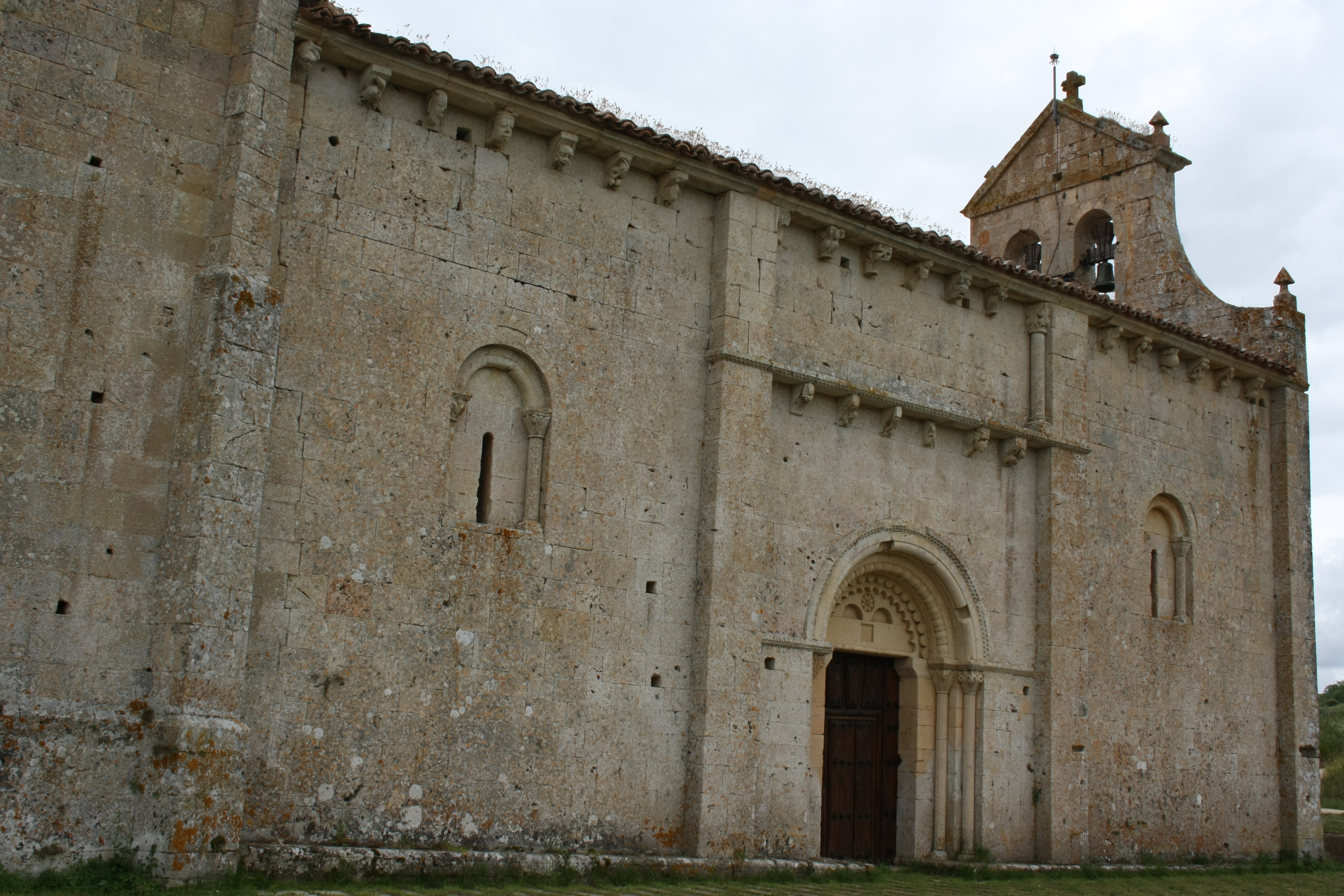
Escóbados de Abajo Ermita de la Virgen de la Oliva 268

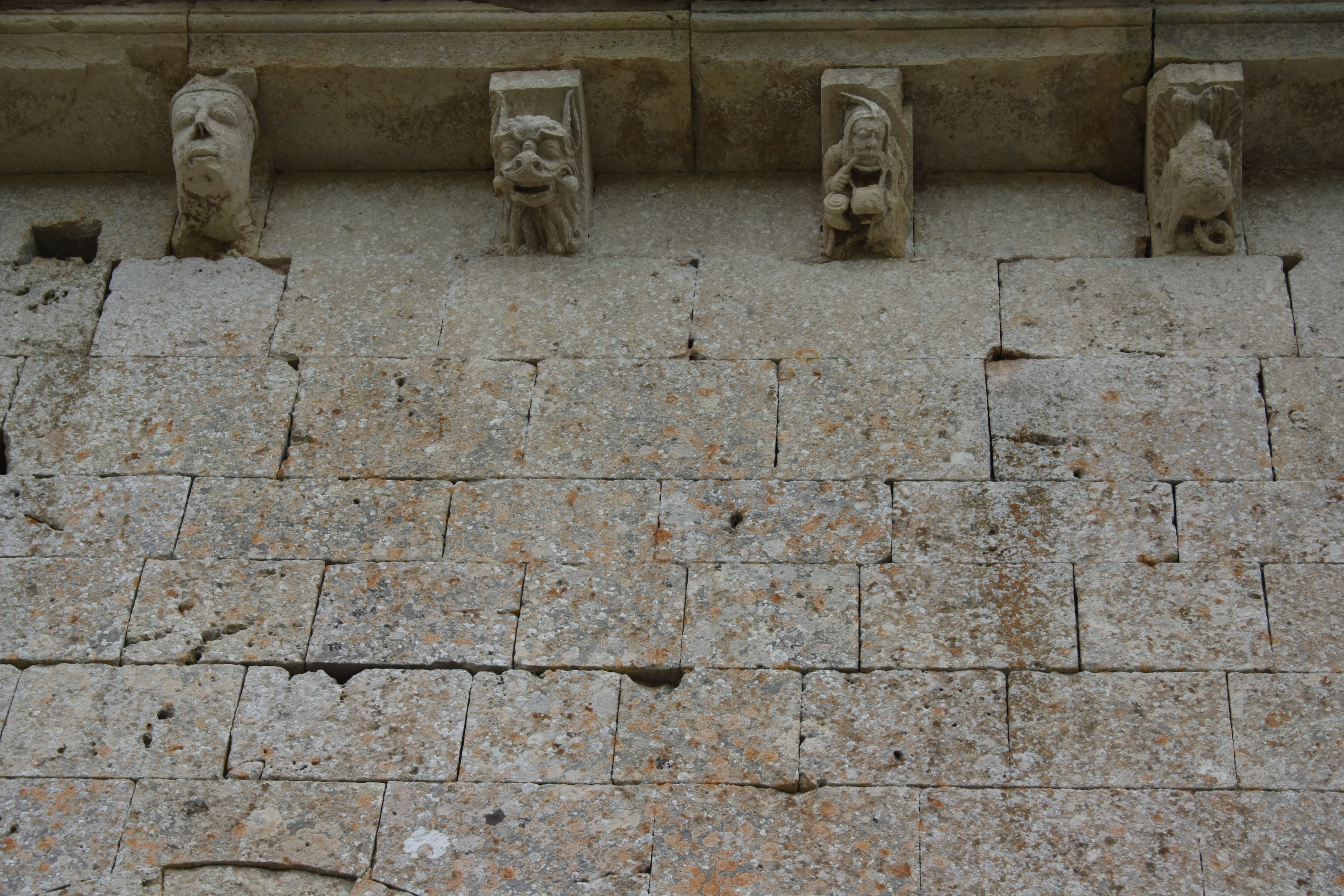
Escóbados de Abajo Ermita de la Virgen de la Oliva 267

En el exterior se encuentra el elemento decorativo y constructivo con más relevancia, la portada románica. Esta está abierta en el segundo tramo de la línea del muro septentrional y son dos contrafuertes los que se encargan de protegerla. Consta de doble arquivolta, la exterior que se encuentra bocelada y la interior que presenta un bocel estrangulado con anillos ornamentados con dientes de sierra. Esta arquivolta desciende en dos finas y estilizadas columnas. Dos de sus fustes se adornan con un fino reticulado y todos están rematados por capiteles de ornamentación vegetal. Sus cimacios están labrados con motivos geométricos y salen del semicírculo del arco hasta encontrarse con los respectivos contrafuertes. El tímpano que descansa sobre postes prismáticos se trata de un elemento muy singular que se adorna con semicírculos y arcos polilobulados acogidos por un arco angrelado. Esta ornamenta tiene influencia islámica. El centro se embellece con dos arquitos semicirculares ciegos y una rosa. Esta entrada es protegida por una chambrana de billetes.
La portada va protegida por una cornisa sostenida por seis figuras como pueden ser felinos, arpías…Sobre ella se apoyan ds columnas cilíndricas con historiados de guerreros a caballo. El tejaroz se aguanta con figuras antropomórficas, zoomórficas y vegetales que se mantienen en buen en estado.
Finalmente podemos destacar la forma ajedrezada que presenta el óculo del muro hastial que se encuentra debajo de la espadaña. El abocinamiento que se aprecia tanto en el exterior como en el interior es posible gracias a sus cuatro círculos concéntricos.

## Escultura
Otro de los aspectos a destacar de esta ermita es la escultura que se encuentra en los arcos fajones, en la portada y los vanos y también en los canecillos, algunos de ellos removidos durante la reforma. Al no seguir un orden el conjunto se convirtió en algo indescifrable en la que algunas de las escenas que podría haber están fragmentadas. Un ejemplo es una de las representaciones que trataba sobre la historia de Jesús y la Samaritana, ya que en la actualidad cada uno aparece en un lado distinto del templo. 
Las elegantes, esbeltas y conservadas proporciones, además de la cuidada y variada escultura, hacen de la ermita una sorpresa para todo visitante. Esto también produjo que se incorpore al románico de La Bureba a pesar de no estar geográficamente en esta comarca. El inicio de las obras se estima a mediados del siglo XII, tal y como se puede entender del estudio de la escultura monumental del templo.